# Dilaver Pasha
Dilaver Pasha (em turco:  Dilâver Paşa; em bósnio:  Dilaver-paša) era um estadista otomano. Ele foi grão-vizir do Império Otomano de 1621 a 1622.